# Torneo Acropolis 1999
Il Torneo Acropolis 1999 si è svolto dal 9 all'11 giugno 1999.

Gli incontri si sono svolti nell'impianto ateniese "Palasport della Pace e dell'Amicizia".

## Squadre partecipanti
1. Australia
2. Grecia
3. Italia
4. Russia

## Risultati
| Atene 9 giugno | Russia | 60 – 81 | Australia | Palasport della Pace e dell'Amicizia |

| Atene 9 giugno | Grecia | 77 – 53 | Italia | Palasport della Pace e dell'Amicizia |

| Atene 10 giugno | Grecia | 68 – 64 | Australia | Palasport della Pace e dell'Amicizia |

| Atene 10 giugno | Russia | 84 – 96 | Italia | Palasport della Pace e dell'Amicizia |

| Atene 11 giugno | Italia | 92 – 83 | Australia | Palasport della Pace e dell'Amicizia |

| Atene 11 giugno | Grecia | 71 – 70 | Russia | Palasport della Pace e dell'Amicizia |

## Classifica Finale
| -  | Team      | PT | PF - PS   |
| -- | --------- | -- | --------- |
| 1. | Grecia    | 6  | 216 - 187 |
| 2. | Italia    | 4  | 241 - 244 |
| 3. | Australia | 2  | 228 - 220 |
| 4. | Russia    | 0  | 214 - 248 |

## MVP
| Titolo | Giocatore       | Nazionalità |
| ------ | --------------- | ----------- |
| MVP    | Giōrgos Sigalas | Grecia      |